# كأس هولندا 1989–90
كأس هولندا 1989–90 (بالهولندية: KNVB beker 1989/90)‏ هو الموسم 72 من كأس هولندا. أشرف على تنظيمه الاتحاد الملكي الهولندي لكرة القدم، وكان عدد الأندية المشاركة فيه 64، وفاز فيه نادي آيندهوفن.